# Isacco di Dalmazia
Isacco di Dalmazia (IV secolo – Costantinopoli, 30 maggio 383) fu un monaco vissuto nel IV secolo e venerato come santo dalla Chiesa cattolica e da quella ortodossa (che lo ricordano il 30 maggio) e dalla Chiesa copta.

## Biografia
Avendo abbracciato il modello di vita ascetico, le agiografie che lo riguardano riferiscono abbia passato alcuni anni in solitudine e meditazione nel deserto, per poi tornare a Costantinopoli dopo l'ascesa al trono dell'Imperatore Valente il quale, seguace dell'eresia ariana aveva confiscato e chiuso i luoghi di culto dei cristiani fedeli al credo di Nicea. Secondo la leggenda Isacco, fattosi incontro all'imperatore, lo ammonì per ben tre volte di permettere ai sacerdoti "ortodossi" di officiare nelle proprie chiese e, a causa della sua insistenza, fu imprigionato per ordine dei Valente. Poco prima di essere arrestato profetizzò a quest'ultimo che avrebbe trovato la morte arso vivo nella campagna che si stava accingendo a porre in essere contro i Goti, che in quel periodo avevano oltrepassato il Danubio. L'imperatore morì effettivamente bruciato vivo nella sua tenda (o in altre versioni in un granaio), dove era stato trasportato ferito. Dopo la sua dipartita salì al trono Teodosio I il quale liberò Isacco, dichiarò fuorilegge l'arianesimo e riaprì le chiese al culto niceano. Isacco tornò allora alla vita monastica ma, invece che proseguire la propria ascesi nel deserto, fu convinto da un proprio discepolo a fondare un monastero all'interno delle mura di Bisanzio, che fu intitolato a Dalmato, egumeno successore del santo nella guida dello stesso. Morì il 30 maggio 383.

## Culto
Isacco fu adottato come santo patrono della dinastia dei Romanov da Pietro il Grande, il cui compleanno cadeva nella festa di commemorazione del santo. In suo onore e a lui dedicata è stata costruita a San Pietroburgo la Cattedrale di Sant'Isacco.